# Pancalieri
Pancalieri (piemonti nyelven Pancalé) egy észak-olasz község (comune) a Piemont régióban.

## Elhelyezkedése
Területén keresztülhalad a Pó, a Pellice és az Angiale-csatorna. Ez utóbbi mentén valaha sok malom állt. A vizeknek köszönhetően a terület kifejezetten termékeny, így Pancalieri területe agrár-jellegű, kiemelkedő a menta termesztése.

## Testvérvárosok
- Ataliva, Argentína (2003)

## Fordítás
- Ez a szócikk részben vagy egészben  a   Pancalieri című olasz Wikipédia-szócikk fordításán alapul.  Az eredeti cikk szerkesztőit annak laptörténete sorolja fel. Ez a jelzés csupán a megfogalmazás eredetét és a szerzői jogokat jelzi, nem szolgál a cikkben szereplő információk forrásmegjelöléseként.